# Zeasuctobelba diceros
Zeasuctobelba diceros är en kvalsterart som först beskrevs av Sandór Mahunka 1980.  Zeasuctobelba diceros ingår i släktet Zeasuctobelba och familjen Suctobelbidae. Inga underarter finns listade i Catalogue of Life.